# Григорій II Юсеф
Григорій II Юсеф (1823—1897) — патріарх Мелькітської греко-католицької церкви з 1864 по 1897 роки. Григорій розширив і модернізував церкву та її установи, брав участь у Першому Ватиканському соборі, де відстоював права східних католицьких церков.

## Біографія
Народився 1823 року в місті Розетта неподалік Олександрії на півночі Єгипту. Його ім'я від народження Ханна Юсеф-Саюр. У 1840 році, в 16-річному віці, вступив до чернечого ордену василіянського сальваторіанського чину. У 1844 році він почав навчатися в єзуїтській семінарії Кесруан на горі Ліван. З 1847 по 1856 рік Юсеф вивчав філософію та теологію в Папській грецькій колегії Святого Атанасія в Римі, де він був висвячений на священника 11 червня 1854 року. Після повернення на Близький Схід, новообраний патріарх Клемент Багут призначив єпископом Акко і Галілеї.
У 1864 році Багут зрікся престолу і синод 29 вересня 1964 року обрав Юсефа патріархом. Юсеф взяв ім'я Григорій і був підтверджено папою Пієм IX 27 березня 1865 року. Після обрання патріарх Григорій працював над відновленням миру в релігійній громаді та успішно подолав розкол в мелькітській церкві. Він також зосередився на вдосконаленні церковних установ і заснував Патріаршу колегію в Бейруті в 1865 році та Патріаршу колегію в Дамаску в 1875 році, а також знову відкрив мелькітську семінарію в Айн-Тразі в 1866 році. Григорій сприяв встановленню семінарії св. Анни в Єрусалимі білими отцями в 1882 році для підготовки мелькітського духовенства.
Помер патріарх Григорій 13 липня 1897 року в Дамаску. Після його смерті його наступником на посаді патріарха став Баракат Джарайджірі, який прийняв ім'я Петро IV.
Григорій запам'ятався як особливо динамічний патріарх Мелхітської Церкви. Його захист східної еклезіологічної концепції церковної автономії заклав основу для виступів Східної Католицької Церкви під час Другого Ватиканського Собору. Григорій також був визнаний одним з предтеч міжконфесійного діалогу.